# Lestes urubamba
Lestes urubamba – gatunek ważki z rodziny pałątkowatych (Lestidae). Występuje na terenie Ameryki Południowej.